# Ethel De la Cour

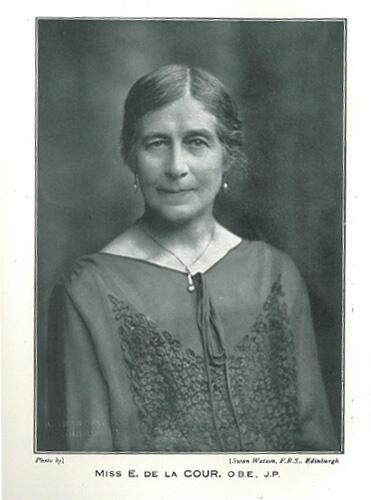
Ethel De la Cour, Aufnahme von Andrew Swan Watson, 1929 oder 1930

Ethel Maud De la Cour, OBE (* 6. Dezember 1869 in Edinburgh; † 25. April 1957 ebenda) war eine schottisch-britische Schulleiterin und Mitgründerin der heutigen Queen Margaret University.

## Leben
De la Cour wurde 1869 in Edinburgh geboren. Ihre Eltern waren Alice-Maria und Lauritz Ulrich De la Cour. Ihr Vater war ein zugezogener Kaufmann. Sie ging in eine Schule in Edinburgh und später für einen Abschluss an eine Schule in Lausanne.
1896 wurde sie zunächst Assistentin von Jessie Melvin, der Sekretärin der von Christian Guthrie Wright und Louisa Stevenson gegründeten Edinburgh School of Cookery and Domestic Economy am Atholl Crescent. Nachdem Guthrie Wright 1907 überraschend verstorben war, wurde De la Cour 1909 zur hauptamtlichen Leiterin der Schule befördert. Unter ihrer Leitung prägte die Schule entscheidend den Hauswirtschaftsunterricht in Schottland, der mit dem Education (Scotland) Act von 1908 ein wesentlicher Bestandteil der Schulpflicht geworden war. De la Cour und Melvin hatten zusammen mit Grace Paterson von der Glasgow School of Cookery für die Einigung auf formale Qualifikationen, die eine Lehrerin für Hauswirtschaftslehre mitbringen sollte, erreicht. Die Edinburgh School of Cookery and Domestic Economy wurde zu einer ausgewiesenen zentralen Einrichtung und bildete in der Folgezeit eine große Zahl an Lehrerinnen für Hauswirtschaftslehre aus.
Während des Ersten Weltkriegs waren Lebensmittel knapp, und 1917 musste schließlich eine teilweise Rationierung eingeführt werden. De la Cour wurde in das Komitee berufen, das die Rationierung in Schottland überwachen sollte. Sie engagierte sich in Gruppen, die sich für die Verwendung von in der Edinburgh School of Cookery and Domestic Economy entwickelter, neuer Rezepte einsetzten, damit aus den verfügbaren Lebensmitteln ein Maximum an Nährstoffen gewonnen werden konnte.
Ebenfalls während des Krieges war sie Mitglied des Scottish committee for women's training and employment, das die Spannungen und Arbeitsunruhen überwinden sollte, die sich aus dem Einsatz von Frauen in Industrieunternehmen im Großraum Glasgow entwickelt hatten. Die Edinburgh School führte dazu Kurse zur Ausbildung der von den Unternehmen bestellten „Sozialbetreuerinnen“ durch. Die Kurse wurden nach dem Krieg an die Universität verlagert.
Für ihren Einsatz während der Kriegsjahre wurde sie 1920 in den Order of the British Empire aufgenommen; 1929 wurde sie Officer of the Order of the British Empire (OBE) in Anerkennung ihres Beitrags zum hauswirtschaftlichen Unterricht. Ebenfalls 1920 wurde sie eine der ersten Frauen, die zur Friedensrichterin der City of Edinburgh ernannt wurde.
Sie war Gründungsmitglied des Edinburgh Soroptimist Club und von 1927 bis 1930 dessen erste Präsidentin, sowie Mitglied des Edinburgher Zweigs des National Council of Women.
Im Jahr 1930 ging sie als Direktorin in den Ruhestand und die Schule wurde zum Edinburgh College of Domestic Science. Im Jahr 1972 wurde der Name erneut geändert, und zwar in Queen Margaret College (heute Queen Margaret University). De la Cour hielt engen Kontakt zur Schule und 1955 gaben ehemalige und aktuelle Schülerinnen und Freunde der Schule ein Porträt von ihr bei Stanley Cursiter in Auftrag.
Cour starb 1957 in ihrer Edinburgher Wohnung in der Corstorphine Road.